# Яковлевка (Кемеровская область)
Яковлевка — упразднённый в 2024 году посёлок в Тисульском районе Кемеровской области России. Входил на год упразднения в состав Полуторниковской сельской территории Тисульского административного района в рамках административно-территориального устройства и в состав Тисульского муниципального округа в рамках организации местного самоуправления.

## География
Урочище находится у реки Урюп.
Центральная часть урочища расположена на высоте 386 метров над уровнем моря.

## Население
| 1970 | 1979 | 1989 | 2002 | 2010 | 2021 |
| ---- | ---- | ---- | ---- | ---- | ---- |
| 74   | ↘28  | ↘13  | ↘7   | ↘0   | →0   |

## История
Входил до 2020 года в состав Полуторниковского сельского поселения, упразднённого в связи с преобразованием Тисульского района в муниципальный округ.
В 2020—2024 годах в составе Тисульского муниципального округа.
Исключён из учётных данных в 2024 году.